# 쉬리
쉬리(Coreoleuciscus splendidus, 문화어: 쒜리)는 잉어과의 민물고기로, 한반도 고유종이다. 빛깔과 무늬가 아름답기 때문에 '아름다운 한국의 황어‘라고 부르기도 한다.
몸 길이는 10-15cm 정도이며, 10cm가 되는 데 3년 이상 걸린다. 물이 맑고 물살이 빠른 하천의 중류와 상류의 돌이 많은 곳에 무리를 지어 산다. 바닥을 기어다니듯이 헤엄을 치며, 좀처럼 사람의 눈에 띄지 않는다. 산란기는 4-6월 무렵이다. 민물에서만 살며 자갈이나 큰 돌의 아래쪽에 알을 낳는다.